# Opposition officielle (Canada)

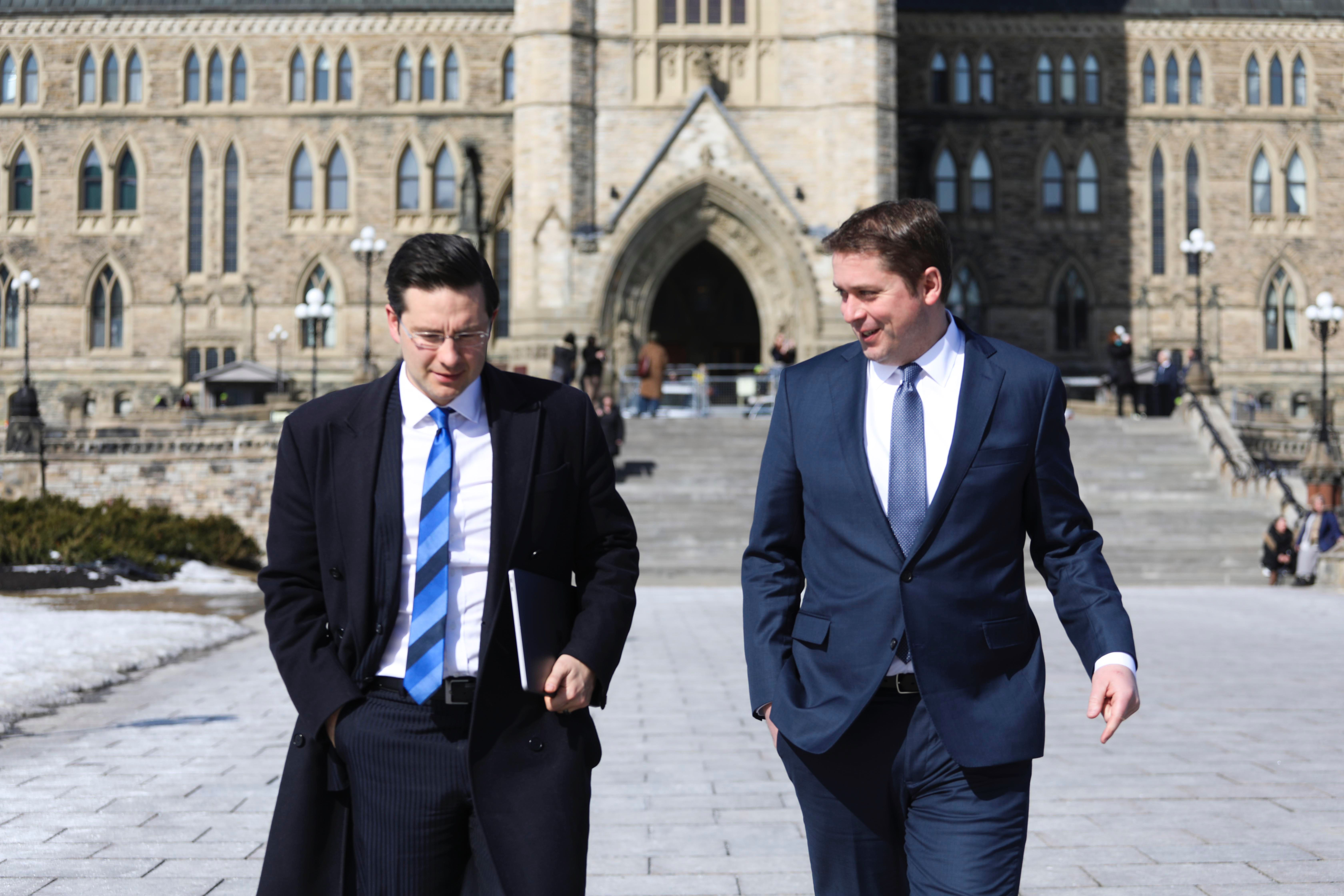
Les chefs de l'opposition officielle canadienne Pierre Poilievre (depuis 2022) et Andrew Scheer (2017-2020) devant le Parlement.

Pour les articles homonymes, voir Opposition parlementaire.
L'opposition officielle du Canada, formellement la loyale opposition de Sa Majesté (en anglais : His Majesty's Loyal Opposition), est habituellement le parti de l'opposition parlementaire détenant le plus grand nombre de sièges à la Chambre des communes du Canada et qui ne forme pas le gouvernement, ni seul ni au sein d'une coalition. C'est donc habituellement le deuxième parti en importance à la Chambre, mais dans certaines circonstances rares, il se peut que ce soit un troisième ou un quatrième parti, ou même parfois le premier parti.
Depuis les élections fédérales canadiennes de 2015, c'est le Parti conservateur qui forme l'opposition officielle.

## Considérations générales
On l'appelle la « loyale opposition de Sa Majesté » pour démontrer que, bien que le groupe soit en opposition au gouvernement, il demeure loyal à la Couronne (l'incarnation de l'état canadien) et donc au Canada.
L'opposition officielle est regardée comme le parti dont la tâche est de mettre un frein au pouvoir du gouvernement. On la voit aussi généralement comme le gouvernement alternatif. L'opposition officielle maintient un cabinet fantôme de députés qui détiennent souvent les mêmes portefeuilles ministériels que les ministres du gouvernement. On les nomme « critiques », ou « porte-paroles ».
Le chef du parti qui forme l'opposition officielle est appelé le chef de l'opposition officielle et peut vivre à Stornoway, la résidence officielle du chef de l'opposition à Ottawa. L'actuel chef de l'opposition officielle est Pierre Poilièvre, chef du Parti conservateur du Canada.

## Avantages
Il y a des avantages à être l'opposition officielle. L'opposition officielle est le parti qui a droit de parole après le gouvernement, et le temps qui lui est alloué durant la période des questions est plus importante que tous les autres partis. Il reçoit également plus de fonds pour la recherche et le personnel que les autres partis.

## Particularités

### Opposition plus nombreuse que le gouvernement
Après l'élection de 1925, l'opposition officielle était le parti avec le plus de sièges aux communes, les conservateurs. Les libéraux, menés par William Lyon Mackenzie King, furent capables de former un gouvernement minoritaire malgré le fait qu'ils avaient une douzaine de sièges de moins que les conservateurs parce qu'ils furent capables de s'attirer l'appui du Parti progressiste pour se maintenir au pouvoir.
De même, en Ontario, le Parti libéral de l'Ontario fut capable de former un gouvernement minoritaire de 1985 à 1987 en dépit du fait qu'ils détenaient moins de sièges que le Parti progressiste-conservateur de l'Ontario, grâce à l'appui du Nouveau Parti démocratique de l'Ontario.
Au Québec, en 1878, le Lieutenant-gouverneur congédia le gouvernement conservateur dès le 2 mars. Le PLQ fut nommé gouvernement sans avoir le plus grand nombre de sièges, avant que l'élection soit déclenchée. L'élection fit du PLQ continua cette même situation, mais avec un résultat très serré, 31 vs 32, cette fois-ci grâce à une alliance avec les deux conservateurs indépendants. Plus tard, en 1886, le PLQ d'Honoré Mercier gagna à 33 vs 26 sièges, mais les conservateurs ont continué leur gouvernement sans avoir le plus de sièges et furent renversés la première semaine de la session (3 mois et demi plus tard). Puis le 16 décembre 1891, 18 mois après l'élection de 1890, le Gouvernement Honoré Mercier fut congédié par le lieutenant-gouverneur et les conservateurs formèrent le gouvernement avec moins de sièges que le PLQ, jusqu'à la victoire majoritaire des conservateurs le 8 mars 1892.
Au Bas-Canada (le Québec des années 1792-1840), toutes les 15 élections ont résulté en un gouvernement majoritaire, puisque les gouvernements n'étaient pas démocratiquement élus (le parlement n'avait pas le pouvoir de changer de gouvernement, seulement de rejeter son budget). Les gouvernements étaient systématiquement formés par le parti Britannique/Bureaucrate alors que l'Assemblée était systématiquement formée d'une majorité de députés du parti Canadien/Patriote. Cette situation commença à changer en 1841 avec la création des postes de premiers ministres, mais le grand changement a été la responsabilité ministérielle de 1848 (gouvernement responsable), selon laquelle la majeure partie du pouvoir du gouverneur fut transférée aux premiers ministres.

### Le cas du Bloc québécois
En 1993, le Parti réformiste conteste le droit du Bloc québécois de former l'opposition officielle en vertu du fait qu'il s'agissait d'un parti souverainiste. Le président se prononce toutefois en faveur du Bloc.

## Opposition officielle au Sénat
Il y a également une opposition officielle au Sénat du Canada. Il s'agit du parti avec le plus grand nombre de sénateurs qui ne forme pas le gouvernement. Comme le parti formant le gouvernement est déterminé par la Chambre des communes, l'opposition officielle au Sénat peut en fait détenir plus de sièges au Sénat que le gouvernement. Toutefois, la coutume veut que le Sénat approuve les lois adoptées à la Chambre des communes même si le gouvernement n'a qu'une minorité au Sénat.
Le parti formant l'opposition officielle au Sénat n'est pas nécessairement le même qu'à la Chambre des communes. De 1993 à 2003, l'opposition officielle au Sénat était le Parti progressiste-conservateur du Canada, même si le Bloc québécois formait l'opposition officielle à la Chambre de 1993 à 1997, suivi du Parti réformiste du Canada, puis l'Alliance canadienne de 1997 à 2003. Ceci était dû au fait que le Bloc québécois et le Parti réformiste n'avaient pas de sénateurs. Toutefois, lorsque le sénateur Gerry St. Germain fit défection des progressistes-conservateurs vers l'Alliance canadienne en 2000, il affirma qu'il devrait être reconnu comme le chef de l'opposition officielle au Sénat, puisque l'Alliance canadienne formait l'opposition officielle à la Chambre des communes. Le président du Sénat se prononça toutefois contre lui, étant donné que le Parti progressiste-conservateur était le plus grand parti d'opposition.